# Platylesches moritili
Platylesches moritili is een vlinder uit de familie van de dikkopjes (Hesperiidae). De wetenschappelijke naam van de soort werd voor het eerst geldig gepubliceerd in 1857 door Hans Daniel Johan Wallengren.